# Lafayette Blues
«Lafayette Blues» (рус. Лафейеттский блюз) — второй сингл американской рок-группы The White Stripes, который вышел в ноябре 1998 года. На стороне «B» содержится песня «Sugar Never Tasted So Good», которая позже была включена в дебютный альбом группы The White Stripes.
В октябре 1998 года вышло 1000 копий на белом виниле. В 2001 году вышло ещё 1000 копий, но уже на чёрном виниле. На сегодня это одна из самых дорогих и редких записей группы, которую можно приобрести лишь через сайт eBay.
Текст песни содержит название французской улицы в родном городе группы в Детройте, Мичиган.

## Список композиций
7"
| №  | Название                     | Автор(ы)  | Длительность |
| -- | ---------------------------- | --------- | ------------ |
| 1. | «Lafayette Blues»            | Джек Уайт | 2:10         |
| 2. | «Sugar Never Tasted So Good» | Джек Уайт | 2:56         |